# Eritrosina
Eritrosina ou tetraiodofluoresceína, C.I. 45430 (Vermelho Ácido 51) é um corante rosa-cereja, cuja fórmula química é C20H8I4O5, especificamente, um derivado da fluorona.
Normalmente comercializada na forma do sal sódico.
Dados relevantes:
Cód.CEE: E127
CAS Number: 16423-68-0 (Sal Sódico)
- C.I.No.: 45430
- Nome C.I.: Acid Violet 051
- C.I. como Corante Alimentício: Food Red 014
- Outros nomes: Red 3, iodoeosina, eritrosina BS, eritrosina N, ritrosina JN, pirosina B, eosina J, iodoeosina B, diantinja B, avermelho ácido 51, eritrosina azulada.
- Sua máxima absorbância é em 530 nm[1].

## Obtenção
É obtido pela reação do iodo com a fluoresceína, de maneira homóloga a do bromo na eosina.
Esta reação é conduzida por bicarbonato de sódio.

## Usos
É usado principalmente como corante para alimentos (ver legislação pertinente atualizada), em tintas de impressão, como corante biológico e na produção de produtos corantes da placa bacteriana em dentes.
É usado como indicador de pH com ponto de viragem em pH 2.2-3.6, variando da cor laranja para a vermelha, sendo utilizado na forma de solução a 0,1% em água.

## Cuidados
Pode causar a fotossensibilidade (sensibilidade à luz) e pode ser cancerígeno. É um xenoestrógeno. Junto com outros corantes sintéticos para alimentos têm estado implicados em TDAH, ainda que não se tenha sido possível determinar com exatidão se é isto verdade.